# Flor da Passagem
Flor da Passagem é uma escola de samba de Cabo Frio.

## História
Os grandes responsáveis pelo surgimento da Escola de Samba Flor da Passagem que tem nas suas cores o Azul e Branco, foram os marítimos numa época em que eles navegavam em enormes navios á vela para transportar o sal do porto do Bairro Passagem até o Rio de Janeiro: Esses marítimos em 1907 fundaram o Bloco Flor da Passagem, as mulheres e crianças eram proibidas em participar. Por isso, a presença feminina ficava por conta dos homens trajando longos vestidos, perucas e chapéus.
Por anos consecutivos foi campeã do carnaval. A característica marcante do Bloco era um 
carro abre alas e três enormes Estandartes com aproximadamente três metros de comprimento. Esses estandartes por várias vezes vinham do Rio de janeiro de navio até o Porto da Passagem e aqui chegando ficavam escondidos para que os Blocos adversários não os vissem. Eram feitos num grande sigilo.
Depois desse período não encontramos mais registro de atividades do bloco, só a partir de 1984 os moradores do bairro resolveram reativar o Bloco que participou dos desfiles de 1985 a 1988. O Bloco se manteve em atividade, filiada a Associação das Escolas de Samba de cabo Frio, sendo Tricampeão do carnaval 1985, 1986 e 1987.
Em 1988, poucas agremiações participaram do desfile e em 1989 houve uma paralisação dos desfiles das Escolas de samba e Blocos. O Bloco só voltou a desfi1ar em 1996 sendo vice-campeão. Com a criação da 'Associação de Blocos e Atividades Carnavalescas de Cabo Frio onde conquistou o bicampeonato em 1997, 1998.
De 1999 a 2001 o bloco não participou dos desfiles. Com a criação da Liga Independente das Escolas de Samba e Blocos Carnavalescos de Cabo Frio onde foi aprovada a mudança de categorias de agremiações, passando as agremiações de Blocos de Enredo para escolas de samba. Nessa nova estrutura seguindo as exigências da recém criada liga, no ano de 2001, o Bloco Flor da Passagem passou a ter a denominação de Grêmio Recreativo Escola de Samba Flor da Passagem, vindo a desfilar no ano de 2002, ficando em 3° lugar.
No ano de 2003 foi campeã do grupo de acesso, passando para o Grupo Especial onde permanece até hoje. No carnaval 2010 obteve seu primeiro título no Grupo Especial. Em 2011 foi bi-campeã, porém a Liga das Escolas de Cabo Frio cassou o título, pois segundo denúncia, o carnavalesco da escola, Róbson Goulart, seria coordenador do jurados e segundo a liga, isso influenciaria no resultado. Apesar de desclassificada, a escola não foi rebaixada, e o número de escolas do Grupo Especial aumentarou para 2012.

## Segmentos

### Presidentes
| Nome                          | Mandato        | Ref.        |
| ----------------------------- | -------------- | ----------- |
| João Batista de Freitas Félix | ? - atualidade | [ 1 ] [ 2 ] |

### Intérpretes
| Período   | Intérprete oficial | Ref.  |
| --------- | ------------------ | ----- |
| 2007-2008 | Diego Chocolate    | [ 3 ] |
| 2009-2010 | Moraes             |       |
| 2011-2015 | Jorge Villas       |       |

### Diretores
| Periodo   | Direção de Carnaval | Direção de Harmonia  | Mestre de Bateria | Ref.        |
| --------- | ------------------- | -------------------- | ----------------- | ----------- |
| 2011-2015 | Thomas Rosa         | Comissão de Harmonia | Francisquinho     | [ 4 ] [ 5 ] |

### Coreógrafo
| Periodo   | Nome                 | Ref.  |
| --------- | -------------------- | ----- |
| 2011-2015 | Alessandra Veríssimo | [ 5 ] |

### Mestre-sala e Porta-bandeira
| Periodo   | Casal              |
| --------- | ------------------ |
| 2011-2015 | Gustavo e Nathália |

### Corte da Bateria
| Período   | Rainha     | Madrinha |
| --------- | ---------- | -------- |
| 2011-2015 | Joyce Mota | Samantha |

## Carnavais
| Ano  | Colocação       | Divisão        | Enredo                                                                                          | Carnavalesco   | Ref.  |
| ---- | --------------- | -------------- | ----------------------------------------------------------------------------------------------- | -------------- | ----- |
| 2007 | 3.º Lugar       | Grupo Especial | "Gueledés, a história da personalidade humana"                                                  | Jorge Caribé   |       |
| 2008 | 4.º Lugar       | Grupo Especial | Charitas história, arte e cultura no coração de Cabo Frio                                       | Róbson Goulart |       |
| 2009 | 3.º Lugar       | Grupo Especial | O Mistério das Serpentes                                                                        | Róbson Goulart |       |
| 2010 | Campeã          | Grupo Especial | Vós sois o sal da Terra                                                                         | Róbson Goulart |       |
| 2011 | Desclassificada | Grupo Especial | Essência ... O mágico cheiro do carnaval                                                        | Róbson Goulart | [ 6 ] |
| 2012 | 4.º Lugar       | Grupo Especial | Bravo, bravíssimo, nas mágicas luzes da ribalta, abram-se as cortinas, o show tem que continuar | Róbson Goulart |       |
| 2014 | Vice-Campeã     | Grupo Especial | A Flor da Passagem Canta os Filhos D'África Num Gigante Chamado Brasil                          | Róbson Goulart |       |
| 2015 | Vice-Campeã     | Grupo Especial | Passagem, Matriz do Povoamento Cabofriense - Cabo Frio 400 Anos                                 | Róbson Goulart |       |